# 呫吨-2-酚
呫吨-2-酚是一种有机化合物，化学式为C13H10O2，它是呫吨醇的同分异构体之一。

## 合成
呫吨-2-酚可以2,5-二羟基苯甲醛和2-环己烯酮为原料反应制得。反应的第一步先生成4-羟基-2,3,4,4a-四氢呫吨酮，第二步是用硼氢化钠将其还原为2,3,4,4a-四氢呫吨-1,7-二酚，第三步是将得到的二酚和三氯化铁六水合物研磨，再用乙酸乙酯萃取得到。
反应以三氟甲磺酸钪为催化剂，在氯苯中于180 °C反应，可一步得到呫吨-2-酚。
在十钨二钒磷酸的季铵盐催化下，它也可由30%过氧化氢在乙腈-叔丁醇混合溶剂中氧化呫噸得到，副产物为少量的呫噸醇和呫噸酮。以一种吡啶亚胺螯合的铁配合物为催化剂，得到的主产物则是呫噸酮。

## 反应
在碳量子点催化下，它可以被过氧化叔丁醇氧化为2-羟基呫吨酮。在甲磺酸、四丁基氟硼酸铵存在下，于1,2-二氯乙烷中通电，它和取代芳烃（如苯甲醚）反应，可以生成9-芳基呫吨-2-酚。